# James Taylor
James Vernon Taylor (Boston, 12 de março de 1948) é um cantor, compositor e guitarrista americano. Seis vezes vencedor do Grammy Award, ele foi introduzido no Hall da Fama do Rock and Roll em 2000.
Entre alguns dos seus sucessos estão "You've Got a Friend"; "Carolina in My Mind"; "Sweet Baby James"; "Fire and Rain"; "Mexico"; "Shower the People"; "How Sweet It Is"; e "Only a Dream in Rio". Na vida profissional, James pertence a "escola estilísticas de músicos" que inclui parceiros como Paul McCartney, George Harrison, Carole King, Joni Mitchell, Carly Simon, Art Garfunkel, Paul Simon, David Crosby, Graham Nash, Jackson Browne, Linda Rondstadt, Bonnie Raitt e Stevie Wonder; e no período que ele se comercializou, estava entre grupos de músicos (além destes já mencionados) como: Don McLean, John Denver, Jim Croce e Cat Stevens apesar de nunca ter tocado com estes últimos.

## Biografia
Filho de um médico, Isaac Taylor (1921-1996) e de Gertrude Woodard, professora de música e cantora lírica. É o segundo de cinco irmãos. Em 1951, quando James tinha 3 anos, o pai, o Dr. Taylor foi eleito professor assistente da Universidade da Carolina do Norte em Chapel Hill, e a família mudou-se de Boston para o Sul. Todos três irmãos, Alex (1947-1993), Livingston, e Hugh, e sua irmã, Kate, se tornaram músicos e gravam álbuns independentemente.
James estudou violoncelo na infância, mas começou a aprender violão em 1960. Em 1963, James entrou na Milton Academy, uma escola preparatória em Massachusetts. No primeiro verão ele conheceu Kootch Kortchmar, enquanto morava em Martha's Vineyard; e os dois formaram uma dupla country. James abandonou a escola com 16 anos e, junto a seu irmão, Alex, formou um conjunto. James sofreu de depressão ainda jovem e teve que se internar no McLean Psychiatric Hospital em Massachusetts. Após ter alta, foi para Nova Iorque e em 1966 formou seu novo conjunto, The Flying Machine, junto a Kortchmar e Joel O'Brien. Eles tocaram em Greenwich Village e conseguiram um contrato com uma pequena gravadora inexperiente, Rainy Days Records. O nome surgiu da própria música de Taylor, Rainy Day Man. Eles conseguiram lançar um compacto simples com Brighten Your Night with My Day e do lado B, Night Owl. O disco não teve bons resultados e o conjunto se dissolveu no ano seguinte, 1967, embora essas mesmas músicas fossem re-aparecer no futuro, em grande estilo e com maior sucesso, em discos de ouro e platina que James não imaginava ainda.

### Influência e início da carreira

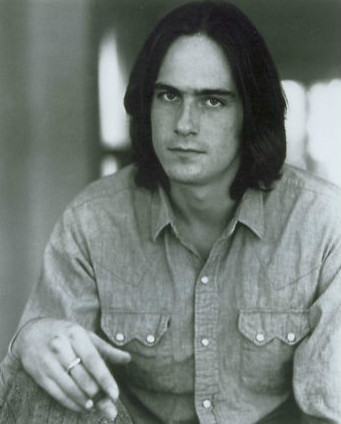
James Taylor na década de 1970.

James Taylor cresceu em Carolina do Norte, EUA, e passava o tempo ouvindo música Country e música Gospel do programa semanal Grand Ole Opry e ouvia também os músicos do estilo soul nos locais que eles tocavam, como James Brown, Joe Tex e Don Covey. 

James começou tocando enquanto ainda moço, em um conjunto da sua escola secundária e profissionalmente, no final dos anos 1960, ligado a country-gospel da época. Em 1968, Taylor se mudou para Londres. Ele foi contratado pela Apple Records após ter dado uma demo a Peter Asher (do conjunto Peter & Gordon) que trabalhava, então, para os Beatles, e por sua vez, tinha mostrado a fita a Paul McCartney que gostou da música, e o primeiro álbum de Taylor foi lançado: James Taylor.  O álbum fora produzido por Paul McCartney. Mas, justamente em 1969, a Apple entrou num período de dissolução entre os Beatles. Peter Asher se mudou para a Califórnia e James seguiu seus passos para gravar seus próximos dois projetos. James nunca chegou a morar na Califórnia, mas a maioria dos músicos com quem ele trabalhou e seu empresário musical, Peter Asher, estavam, agora, na Califórnia, portanto ele passou muito tempo lá.
Obviamente com as gravações que realizou no período 68/69, em Londres, Taylor já conseguia chamar a atenção da indústria Norte-americana com, pelo menos, três canções: Carolina in my Mind (com a colaboração de Paul McCartney, nos vocais e baixo e George Harrison), Something in the Way She Moves e The Blues is Just a Bad Dream. Agora, com o seu empresário e contatos na Califórnia, sua recente bagagem musical, e com seu carisma ao seu lado, James assinou um novo contrato com a Warner WEA.

Todos os seus álbuns, com exceção de um, alcançaram vendas recordes que lhe renderam certificados de ouro ou platina, enquanto o álbum Greatest Hits, de 1976, lhe rendeu certificado de diamante, por mais de dez milhões de cópias vendidas.

### Sweet Baby James
Com vocais serenos, naturais, introduziu o que foi chamado nos anos 1970 de Sweet beat folk, um estilo original, uma sonoridade acústica, com pitadas de country e blues-gospel, que fez muito sucesso. Taylor é um fingerpicker natural no seu estilo (i.e. ele dedilha o violão---com seus dedos e não com uso de palhetas---como na técnica erudita), mas com um violão de cordas de aço, em vez de nylon; e isto faz o seu som, com técnica clássica, de natureza popular, na forma e gênero de música que ele escreve. Seu vocal suave e doce levou a sua produção a chamar seu disco de "doce bebê James" (em português), o que o caracterizou no seu estilo original.
Taylor utilizou novas músicas para seu primeiro álbum norte-americano e de enorme sucesso, Sweet Baby James, lançado em fevereiro de 1970, nos EUA. O álbum incluía grandes sucessos como "Sweet Baby James", "Fire and Rain", "Oh, Susanna" e "Country Road".
As duas primeiras músicas alcançaram enormes resultados nas paradas de sucesso, ambas chegando ao Top 5. Estas são músicas que marcaram com grande relevância a carreira e personalidade de James Taylor. O seu carácter de pessoa sincera, gentil e carinhoso, surgiu justamente da interpretação destas duas canções. Principalmente porque em "Sweet Baby James" ele canta uma canção para fazê-lo ninar. Numa narrativa introspectiva, Taylor se compara a um cowboy solitário no rancho, somente com seus animais para lhe fazer companhia enquanto ele espera o tempo passar, como se alguém fosse ouvir o seu distante lamentar. Mas, na verdade, ele sabe que não passa de um bebê indefeso e se consola, cantando a sua canção de ninar para continuar a sonhar. A música se torna uma alusão à vida solitária dele pós separação da sua primeira banda (1967, Flying Machine), quando experimentava drogas, mas buscava algo mais de sua vida, ainda que um tanto sem direção.  E, em "Fire and Rain", James canta, com doçura e compaixão, sobre o suicídio de sua amiga, Susan, que o deixou inesperadamente, e como isto lhe pegou de surpresa levando seus planos por água abaixo. Ele, que pensava que já havia visto de tudo, acreditava que ainda a veria novamente. Ele, então, na segunda estrofe, passa a falar da vida dele, agora mais solitário ainda, sem uma amiga para lhe dar o suporte que precisava, com seus problemas da droga e depressão junto a experiência da vida e da instituição mental pela qual ele passou. Ele resoluto pede ajuda a Jesus na canção. Novamente, James canta dos sonhos e dos pedaços quebrados no chão. A audiência, de alguma forma, conectou-se com o autor de uma forma delicada, simples e direta que toca nos problemas mais profundos do indivíduo. Com o sucesso deste primeiro disco Norte-americano, os dois primeiros projetos (o da Apple, gravado em Londres, e o inacabado Flying Machine) são reativados e voltam a vender, ambos entrando nas paradas de sucesso também. O disco se transforma em ouro.

Com este jeito calmo e introspectivo, o artista se torna um ícone nos anos 1970 e conquista fãs em várias gerações. Seu ícone se torna capa da revista Time como líder da nova geração americana de poetas e compositores.

### You've Got a Friend

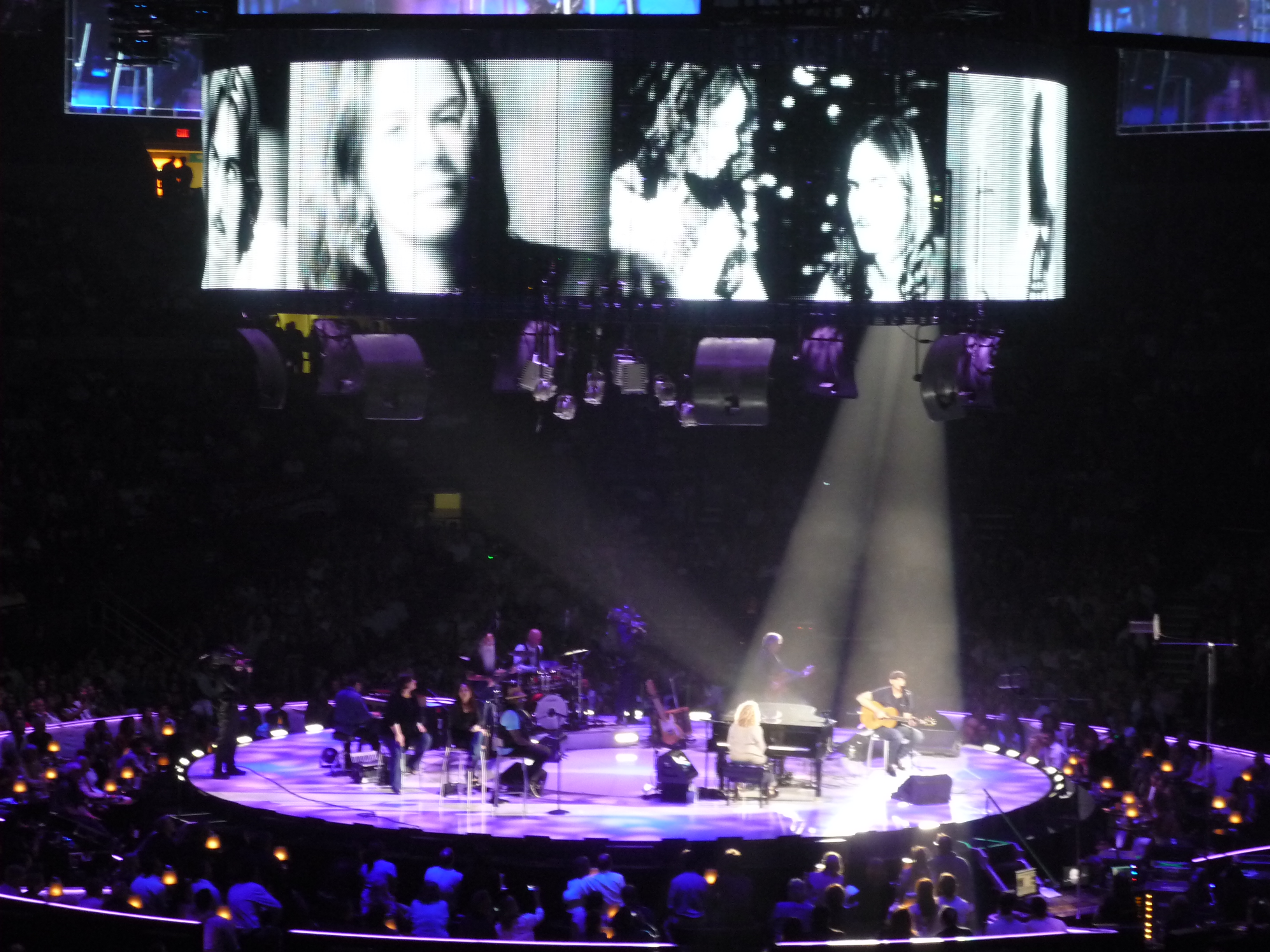
James Taylor e Carole King, durante a turnê Troubadour-2010, a dupla reunida novamente após 40 anos separados.

Sua interpretação mais conhecida é a canção de Carole King, "You’ve got a Friend", junto a Joni Mitchell nos vocais, gravada no seu segundo álbum completo (lançado nos EUA), Mud Slide Slim and The Blue Horizon, (abril de 1971),  e que foi responsável pelo GRAMMY de Melhor Cantor Pop que conquistou (O mesmo feito foi realizado mais tarde, em 1978, com "Handy Man", do álbum JT).  King, que compôs "You've Got a Friend", participa do projeto de Taylor, e da mesma maneira, Taylor participa das gravações do disco de Carole King, que também gravou sua versão da composição, mas com o piano à frente, acompanhando a música, ao invés do violão, em primeiro plano, de James que o acompanha em sua versão gravada. Outra música bem sucedida deste álbum e de autoria de James que chegou ao Top 40 nas paradas de sucesso foi "Long Ago and far Away" com Joni Mitchell no vocais de fundo. O disco vendeu mais do que dois milhões de cópias.

### Casamento com Carly Simon
Em 3 de novembro de 1972, durante um concerto de promoção para seu novo álbum a ser lançado, no Radio City Music Hall, em Nova Iorque, Taylor anuncia que se casou com Carly Simon naquele mesmo dia. Carly já era famosa por duas canções das paradas de sucesso, "That's the Way I've Always Heard it Should Be" e "Antecipation"; e logo estaria lançando seu grande sucesso, "You're so Vain" que incluiu a participação do seu ex-parceiro, Mick Jagger, nos vocais.

### One Man Dog
No seu terceiro álbum Norte-americano, One Man Dog, Taylor retornou a gravar com Carole King, que tocava piano em algumas das suas gravações prévias, e desta vez introduziu no álbum duas outras cantoras que chegaram ao sucesso na música junto com ele, Carly Simon e Linda Rondstadt, e as canções de maior sucesso foram "Nobody But You" e "Don't Let Me Be Lonely Tonight". Este álbum mudou distintamente a direção inicial do estilo musical acústico de James e existe um tom harmonioso diferente, mais profundo, com até gravação instrumental totalmente sem vocais, e o álbum todo bem mais orquestrado. A própria imagem de James na capa do álbum havia mudado. Ele se apresentava com o cabelo mais curto e usando gravata---uma imagem longe daquela do jovem descontraído dos álbuns anteriores. E o disco não vendeu tão bem quanto os anteriores, mas mesmo assim recebeu certificado de ouro e chegou a número cinco e a canção Don't Let me Be Lonely Tonight chegou a número 20 na parada nacional dos EUA

### Mockingbird
Entre projetos, James e Carly se uniram num duo para um álbum dela e lançaram o single, Mockingbird, em janeiro de 1974---um cover de Inez e Charlie Foxx de 1963. A versão de Taylor e Simon chegou a número 5 nas paradas e os rendeu outro certificado de ouro. Logo James parte para outro turnê para promover seu futuro lançamento.

### Walking Man
Em Junho de 1974 James lança seu quarto álbum, e novamente com a colaboração de Paul McCartney, junto a Linda McCartney e Carly Simon, desta vez. Mas o sucesso foi medíocre, apesar da grande colaboração de seus parceiros. O Álbum chegou a número 20, não conseguiu um single e não rendeu certificado de ouro. Mas, Taylor reage com seu próximo disco

### Gorilla, Greatest Hits e In the Pocket
Em Maio de 1975, aparece um novo álbum: Gorilla; desta vez com o namorado de Joni Mitchell, Graham Nash, junto a seu parceiro musical David Crosby; estes dois já famosos desde 1968, do conjunto perpetuado pós apresentação no Festival de Woodstock, Crosby, Stills, Nash & Young. O Sucesso é instantâneo com a canção que abre o disco: Mexico. Outro grande hit é o cover de Marvin Gaye, How Sweet It Is  (To Be Loved by You), e este chegou a número cinco, ajudando o álbum  ir ao top 10, e ganhar outro certificado de ouro.

Aproveitando o sucesso de Gorilla, sua gravadora lança uma coletânea de suas melhores canções: Greatest Hits (abril 1976); incluía suas melhores canções até então. James regravou duas de suas canções originalmente lançadas pela Apple Records e o disco foi um sucesso incessante. Com esta "taça de ouro" James encerrou seu contrato com a Warner e reassinou com a exclusiva Columbia Records. Este penúltimo álbum também ajudou o lançamento de seu próximo projeto, que não demorou a ser lançado: In the Pocket (junho 1976). Mais uma vez, sua esposa, Carly Simon, contribui no novo projeto. E, desta vez, aparecem novas contribuições: Art Garfunkel em duas faixas, e Stevie Wonder; este último teve a maior participação no sucesso do disco, com Don't Be Sad Cause Your Sun is Down. Bonnie Raitt também participa junto a Carly Simon em Family Man. E, mais uma vez, a dupla vocal de Crosby e Nash, em Nothing Like a Hundred Miles. Mas, o maior sucesso foi a canção que abre o disco, Shower the People que James canta com Carly. O álbum rendeu ouro e chegou a top 20.  Eles parecem estar completamente apaixonados, cantando que devemos banhar as pessoas que amamos, com amor (Shower the people you love, with love (em inglês)).

### JT e Flag
Em junho de 1977, James aparece com "Handy Man" no seu novo disco, JT e chega a Top 5 nas paradas. Um cover de Jimmy James de 1959.  Your Similing Face também sobe nas paradas e chega a número 20. JT é o primeiro álbum com seu novo contrato pela Columbia Records. A lista de músicos participando é grande, e incluí Carly; novamente Linda Ronstadt; o notório saxofonista, David Sanborn; Graham Nash e vários outros músicos de estúdio que costumam tocar com estes músicos. O disco vende mais do que dois milhões de cópias. E, no dia 23 de fevereiro de 1978, James recebe outro GRAMMY por "Handy Man" como Melhor Vocalista do ano de 77. Enquanto isto, James colabora com dois singles, em 1978:
- "(What a) Wonderful World" — com Paul Simon and Art Garfunkel e chega no Top 20 ; e
- "Devoted to You" com Carly Simon, e chega no Top 40. Esta canção é dos Everly Brothers.

Quase dois anos se passaram até o próximo projeto ser lançado, Flag (maio 1979). O álbum trazia músicas cover, como Day Tripper dos Beatles e uma antiga canção dos tempos do início da carreira de James, Upon the Roof de autoria dos Drifters (1963) que sua antiga parceira, antes dele ter se casado com a Carly Simon, Carole King, lançou no seu primeiro disco. Upon the Roof chega a Top 10 e recebe certificado de platina. A lista dos músicos é mais longa que a anterior, incluindo os mesmos nomes e mais outros, num total de 25 músicos de renomes. Carly continua presente entre estes. O mais curioso foi a reaparição neste projeto, da canção, Rainy Day Man, que havia já sido lançada no seu primeiro projeto, com a Apple Records, em London (1969).

### No Nukes
Em setembro de 1979, James e Carly aparecem no Madison Square Garden para o concerto No Nukes (contra armas nucleares). Mais tarde, eles saem no LP triplo e no filme do concerto. James aproveitou para fazer uma turnê no verão de 1980, embora não tivesse lançando nenhum álbum. A partir desta data, os concertos foram acontecendo mais e mais frequentemente e ajudaram muito para a longevidade da fama dele. James também participa de um disco para crianças, Jelly Man Kelly e o disco ganha outro GRAMMY em 1981 como melhor disco infantil.

### Dad Loves his Work
Em março de 1981, houve a virada na vida de James. Carly o deixou. Disseram que Carly havia pedido para James passar mais tempo com ela e as crianças e diminuísse as horas gastas nos estúdios e nas turnês---caso contrário, ela o deixaria. Bom, o título do novo projeto, aparentemente, foi a resposta dele a ela: Dad loves his Work ("Papai Adora seu Trabalho" (em português)). James canta That Lonesome Road ("aquela estrada solitária" (em português)) e na letra diz que está andando naquela estrada solitária bem sozinho. A letra diz tudo! E a música traz um tom de espiritual, ou seja Negro spiritual (ie. música evangélica antiga, que os negros norte-americanos costumavam cantar, antes de surgir o blues, no tempo da escravidão). O projeto todo não chegou a entrar muito nas paradas de sucesso Norte-americana, apesar do grande número de músicos de estúdio que costumavam gravar com James. Mas, o álbum traz uma outra canção de grande sucesso, Her Town Too. Na verdade, a história contada sobre o divórcio pode estar meio fantasiada, pois o divórcio entre James e Carly só aconteceu em 1983, ou talvez o divórcio resultou realmente das muitas turnês.

### That's Why I'm Here
Mais do que quatro anos se passaram, e foi no final do ano de 1985 que James Taylor ressurgiu.  Seu novo projeto apareceu revigorado, com vários novos sucessos. Incluía 12 novas canções e fechava o álbum com o reprise da canção que abriu o mesmo e esta era a canção título do projeto, That's Why I'm Here ("É por isto que estou aqui" (em português)). O álbum também lançou, como fazia de costume, outro single cover, desta vez de Buddy Holly, Everyday, mas não subiu muito nas paradas. No entanto, nesta altura da carreira de James, ele já tinha um repertório grande suficiente e já havia se apresentado em muitos concertos para ter conquistado um mercado garantido de audiência e o álbum chegou a receber outro certificado de platina. No dia 14 de dezembro de 1985, James Taylor se casa novamente. A noiva é a Kathryn Walker. Um mês depois do casamento, James parte para a Austrália para uma nova turnê.

### Rock in Rio
O trabalho lançado após sua participação no Rock in Rio 1,  James Taylor protagonizou um dos momentos mais emocionantes do festival brasileiro. Numa época em que ele retomava sua carreira após o divórcio com Carly Simon, embora comovido com a inesperada recepção do público brasileiro (cerca de 250 mil pessoas). Em homenagem ao ocorrido, Taylor até compôs a balada "Only a Dream in Rio" (Apenas um sonho no Rio), que integrou "That's Why I'm Here", na qual declama versos em agradecimento como "I was there that very day and my heart came back alive" ("Eu estava lá naquele dia e meu coração voltou à vida"). Anos mais tarde, ao ser convidado para participar da terceira edição do evento, em 2001, Taylor declarou que para ele "era questão de honra" participar da festa.

### Never Die Young
As turnês continuaram e pouco mais do que dois anos depois, em janeiro de 1988, James lança seu novo projeto. O single com o nome do álbum quase não entrou nas paradas. Mas, o álbum foi outro projeto multi-milionário. Durante os próximos anos James continua dar concertos pelo mundo. e seu décimo-terceiro álbum é lançado.

### New Moon Shine
Este 13º é lançado em outubro de 1991 e, neste mesmo mês, James esgota os bilhetes nas vendas para seis concertos no Paramount Theater em Nova Iorque. O álbum ficou nas paradas quase um ano e vendeu um milhão de cópias.

### James Taylor Live  eBest (Live)
Este foi o primeiro disco oficial de James Taylor ao vivo. Lançado em agosto de 1993, um projeto duplo de CDs que certificou-se platina em poucos meses. A Columbia Records aproveitou que não tinha nenhuma coletânea ainda de James Taylor e deu uma reduzida no pacote duplo com as melhores músicas ao vivo e lançou em 1994 o Best (Live) que consiste somente de um CD. Em 1996 James divorcia da sua segunda esposa.

### Hour Glass
Em maio de 1997 o álbum Hourglass mostra ao público que James ainda tem uma grande audiência e chega no Top 10 nacional (EUA). No dia 25 de fevereiro de 1998, James sobe ao palco mais uma vez, e desta vez é para receber o GRAMMY de Melhor Pop Álbum do ano (1997). Em Outubro de 1998, a Columbia lança um DVD ao vivo, Live at the Beacon Theater.

### Live vol.2 e October Road
Em 2000, Columbia Records lança o volume dois ao vivo com 20 anos de carreira de James Taylor. E para os fans que aguardaram cinco anos para um material novo, October Road é lançado em 2002. O novo álbum recebe duas nomeações ao GRAMMY e James recebe o certificado de platina, mais uma vez.

### The Best of James Taylor
The Best of James Taylor (2003) é o primeiro álbum que cobre uma coletânea de músicas gravadas durante as fases das 3 gravadoras: Apple, Warner e Columbia. No final do ano de 2004, James aparece na televisão na minissérie, The West Wing; lança um álbum de músicas de Natal, e canta o Hino Nacional (Norte-americano) na abertura do jogo final da copa americana de baseball---a World Series.

## Álbuns, prêmios e honras
- 1968 — James Taylor
- 1970 — Sweet Baby James (Certificado 3x Multi-Platina pela RIAA)
- 1971 — James Taylor and the Original Flying Machine — gravado 1966–1967
- 1971 — Mud Slide Slim and the Blue Horizon (Certificado 2x Multi-Platina pela RIAA)
- 1972 — One Man Dog (Certificado Ouro pela RIAA)
- 1974 — Walking Man
- 1975 — Gorilla (Certificado de ouro pela RIAA)
- 1976 — In the Pocket (Certificado de ouro pela RIAA)
- 1976 — Greatest Hits (Certificado 11x Multi-Platina pela RIAA)
- 1977 — JT (Certificado 3x Multi-Platina pela RIAA)
- 1979 — Flag (Certificado Platina pela RIAA)
- 1981 — Dad Loves His Work (Certificado platina pela RIAA)
- 1985 — That's Why I'm Here (Certificado platina pela RIAA)
- 1988 — Never Die Young (Certificado platina pela RIAA)
- 1991 — New Moon Shine (Certificado platina pela RIAA)
- 1992 — Live In Rio (1985)
- 1993 — (LIVE) (Certificado 2x Multi-Platina pela RIAA)
- 1994 — (Best LIVE)
- 1997 — Hourglass (Certificado platina pela RIAA)
- 1998 — Live at the Beacon Theater (DVD))
- 2000 — Greatest Hits Volume 2 (Certificado ouro pela RIAA)
- 2002 — October Road (Certificado platina pela RIAA)
- 2003 — The Best of James Taylor (Certificado platina pela RIAA)
- 2004 — James Taylor: A Christmas Album (Certificado platina pela RIAA)
- 2006 — James Taylor at Christmas (Certificado ouro pela RIAA)
- 2007 — One Man Band (CD/DVD)

2008 "Covers" (CD)
2008 "Other Covers" 2008
2010 "Troubadour Reunion James Taylor and Carole King" (CD/DVD)
- GRAMMY Awards

1971 Melhor Cantor Pop (canção: Mud Slide Slim and the Blue Horizon)
1978 Melhor Cantor Pop (canção: Handy Man)
1997 GRAMMY de Melhor Pop Álbum do ano (Álbum: Hourglass)
- Billboard Magazine

1998 The Century Award ("o prêmio do século" (em português)---a honra mais alta da Billboard Magazine)
- TIME Magazine

março de 1971 Honrado, sai na capa da revista como novo líder, cantor/compositor, na música popular Norte-americana

## Outros projetos
- FILME - Two-Lane Blacktop James Taylor é coadjuvante com Dennis Wilson, do conjunto The Beach Boys no filme. James desiste da carreira.
- James Taylor é membro do grupo ambientalista Natural Resources Defense Council.[6][7]
- Na música Begin Again da Taylor Swift, ela menciona que o cara disse que nunca conheceu uma garota com tantos discos do James Taylor mas ela tem.